# Colonia Ayuí
Colonia Ayuí est une localité rurale argentine située dans le département de Concordia et dans la province d'Entre Ríos.

## Histoire
L'endroit était autrefois connu sous le nom de Colonia La Lata. Peut-être parce qu'il y avait deux estancias dans la région, au milieu de la campagne et sans rien autour, à cette époque, avant qu'une petite colonie ne soit créée. L'une s'appelait La Colonia et l'autre La Lata, toutes deux construites par des descendants du général Urquiza. L'ancienne propriété appartient actuellement à la société Blueberries S.A.
En population rurale centre et conseil d'administration a été créé par le décret no 1965/1985 MGJE du 5 juin 1985. Le plan d'urbanisme de la localité a été fixé par le décret no 2778/1986 MGJE du 3 juillet 1986. Les limites de compétence du conseil d'administration ont été fixées par le décret no 2782/1986 MGJE du 3 juillet 1986, et modifiées par le no décret 871/1991 MGJOSP du 8 mars 1991.
Le 4 décembre 1987 la loi no 8030 a été adoptée, approuvant le recensement pratiqué dans le centre de population rurale de Colonia Ayuí, mais le nouveau gouvernement qui a pris ses fonctions 6 jours plus tard n'a pas publié la loi et le 6 janvier 1988 elle a été abrogée lorsque la loi no 8055 a été adoptée.
La municipalité de 2e catégorie a été créée par le décret no 6635/1991 MGJOSP du 10 décembre 1991, après la promulgation de la loi no 8616 le 5 décembre 1991 qui a approuvé les données du recensement (1 562 habitants). Le 10 décembre 2011, les deux catégories de municipalités d'Entre Ríos ont cessé d'exister, établissant une seule catégorie, de sorte que Colonia Ayuí a cessé d'avoir une junta de fomento et est venu à avoir un président municipal et un conseil délibératif de 7 membres.

## Localisation
Elle est située à environ 25 km au nord de la ville de Concordia, chef-lieu du département. La municipalité est bordée au nord et au nord-est par la branche Gualeguaycito du réservoir du barrage Salto Grande, à l'ouest par la route nationale 14, au sud par l'arroyo Ayuí Grande, et au sud-est par l'ancien tracé de la route nationale 14.

## Démographie
La localité comptait 366 habitants en 2001, ce qui représente une diminution de 16,06% par rapport à 436 lors du recensement précédent. Au recensement de 2010, elle a atteint une population de 2 770 habitants. En 2020, elle compte environ 4 000 habitants.